# Whiddy Island
Whiddy Island (Iers: Oileán Faoide) is een Iers eiland in de Bantrybaai in County Cork, met een lengte en breedte van ongeveer 5,6 respectievelijk 2,4 km. Het eiland strekt zich uit van zuidwest naar noordoost, met een uitstulping in het midden richting het zuiden en tevens richting het hoofdeiland. In 1841 woonden er op het eiland 729 mensen, die grotendeels leefden van visserij en (kleinschalige) landbouw, wat in de loop van de tijd is geslonken tot twintig zielen in 2011, toeristen en personeel in het toeristenseizoen niet meegeteld.

## Economie

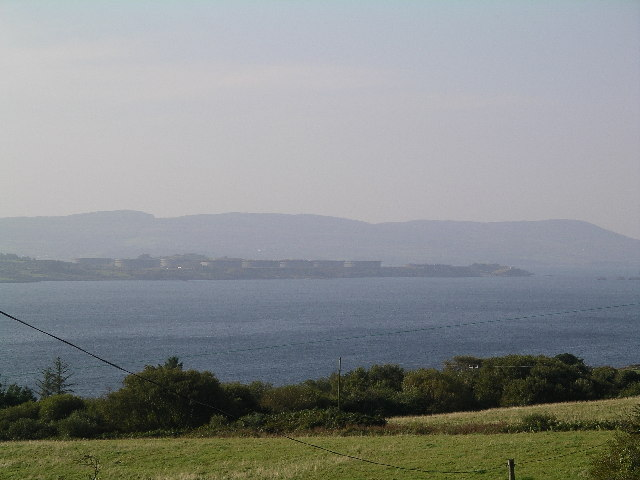
Noordaanzicht van olieterminal van Whiddy Island in 2003

De economie drijft begin 21ste eeuw voor een groot deel op toerisme, visserij en landbouw.
Een lokale veerboot, de Ocean Star III, zet een aantal keer per dag mensen over vanuit het "vasteland". Een fiets huren is mogelijk, net als het bestellen van een taxi. Gedurende zomermaanden zijn er dagtochten naar en van het eiland mogelijk, net als vaartochten in de baai. Bij deze uitstapjes wordt er verhaald over de lokale geschiedenis en fotogenieke uitzichten getoond. Er is één kroeg, de Bank House, waarvan de keuken gedurende de zomermaanden ook open is en er voor live muziek gezorgd wordt. Wandelaars en vissers weten het eiland ook te vinden, de lokale wandelpaden maken deel uit van het wandelpad Sheep's Head Way.
De toeristen verblijven voor het merendeel in gerenoveerde traditionele huizen. 

## Geschiedenis

### Militaire geschiedenis
In historisch opzicht droeg de strategische ligging van het eiland bij aan het belang ervan bij het beschermen van Bantry Bay en zijn ankerplaatsen voor diepliggende schepen. Om die reden bouwden de autoriteiten van het Verenigd Koninkrijk gefortificeerde stellingen op het eiland in het tijdperk van de napoleontische oorlogen. Zo hoopten zij te voorkomen dat een vijandige vloot weer zou proberen om Bantry Bay binnen te vallen, zoals in 1796 gebeurde bij de Expédition d'Irlande ("Expeditie naar Ierland") door de Eerste Franse Republiek.
Het wrak van het Franse fregat La Surveillante, dat daar gezonken was op 2 januari 1797, werd in 1981 gevonden tijdens een poging om een gezonken tanker te bergen.
Tegen het eind van de Eerste Wereldoorlog kreeg het eiland een Amerikaanse marinebasis voor vliegtuigen: het Whiddy Island Naval Air Station. De luchtmacht-tak van de Amerikaanse marine vestigde een basis voor watervliegtuigen op de oostelijke kust van het eiland. Deze basis werd operationeel toen de eerste twee Curtiss Model H-watervliegtuigen arriveerden. Deze werden ingezet om te patrouilleren op de vaarroutes rond Fastnet Rock, een eenzame rots met een vuurtoren in de zee en de meest zuidelijk gelegen punt van Ierland, en in de buurt van de plek waar de RMS Lusitania een paar jaar eerder gekelderd werd. Het bewaken en opsporen van Duitse U-boten was nodig om de Britse en Amerikaanse vaartuigen te beschermen. 
Bij de crash van een van de vliegtuigen op 22 oktober 1918 kwam op de terugweg een van de piloten, Walford August Anderson, om het leven. Bijna een eeuw later, op 28 juni 2014, werd een herdenkingsplaats voor hem onthuld nabij de aanlegsteiger van het veer. Het stenen gedenkmonument werd onthuld door luitenant-kolonel Seán T. Cosden, defensie-attaché bij de Amerikaanse ambassade, in aanwezigheid van mensen van de Ierse Luchtmacht.
De basis had eveneens een operationeel radiostation dat berichten uit zowel Amerika als Keizerrijk Rusland ontving. Na de Wapenstilstand van 11 november 1918 had het station geen rol meer, het sloot dan ook in januari 1919.
Al die tijd – in het jaar 1918 – waren de vijf Curtiss Model H-16 Large America watervliegtuigen op de basis gestationeerd: nummer A1072 crashte op 22 oktober de nummers A1078, A1084, A3466, A4047 en A4048 overleefden het. Bij dit type zitten zowel de propeller als motor achter de piloot. Gemaakt door de Curtiss Aeroplane and Motor Company te Buffalo (New York) waren ze 46 voet lang, met een spanwijdte van 95 voet breed en voorzien van twee Liberty L-12 motoren van 400 paardenkrachten en vier Lewis M.20 mitrailleurs, een bommenluik voor vier 230-ponders en een bemanning van vijf. Deze bestond uit een piloot, twee observanten, een mechanicus en een radio-operator.

### Economische geschiedenis

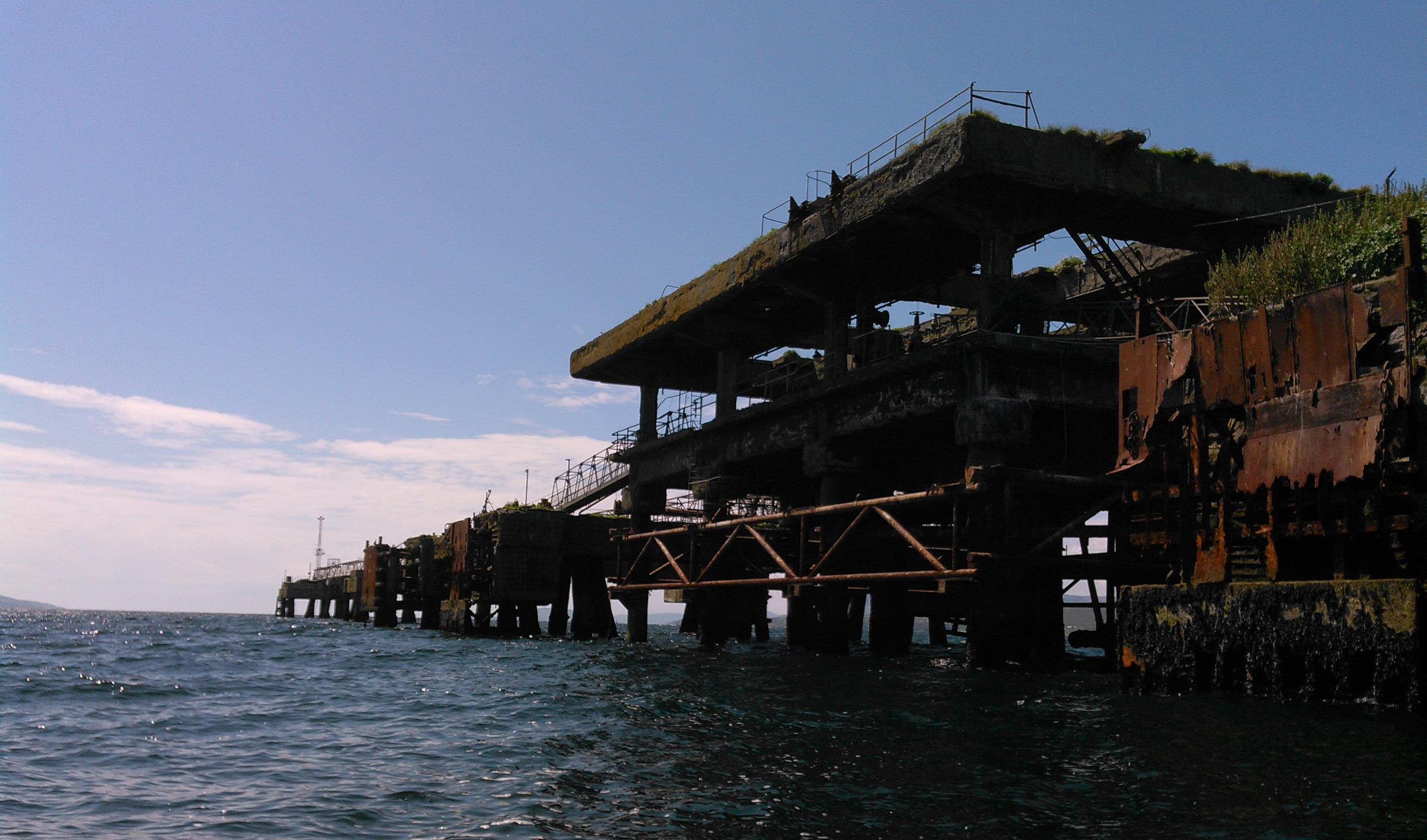
Buiten gebruik genomen pier voor tankers

In de periode voor de twintigste eeuw leverde de vangst van sardine inkomsten op voor de eilandbewoners. 
De grote olieterminal werd aangelegd door Gulf Oil eind jaren zestig, ontworpen op de grootste supertanker destijds uit het olierijke Midden-Oosten. 
Op maandag 8 januari 1979 explodeerde een Franse olietanker, de Betelgeuse, tijdens het overpompen van ruwe olie naar de opslag. De explosie en daaropvolgende brand doodde vijftig mensen. Deze ramp met de Betelgeuse wordt beschouwd als de ergste ramp in de Ierse wateren in haar geschiedenis.
De terminal, die operationeel was sinds 1969, is nooit volledig in oude staat teruggebracht. In 1986 werd de terminal overgenomen door de regering van Ierland, die de faciliteiten na een aantal aanpassingen ging gebruiken voor de Ierse strategische oliereserves.

### Archeologie
Archeologische resten op het eiland omvatten onder andere:
- Een protestants kerkhof te Kilmore
- De heilige put te Kilmore
- De "Cup and Saucer" ("Kop en schotel"), een fontein met drinkbaar water, aangelegd door Amerikaanse militairen gedurende de Eerste Wereldoorlog, te Reenavanny
- Een redoute, gebouwd in 1806/1807 voor 100 tot 150 man en 8 tot 12 kanonnen, te Reenavanny
- De Tower House van O'Sullivan Bere, ingestort bij de storm van 1920, te Reenavanny

## Geografie
De bebouwing en het omliggende land is op het eiland geografisch onderverdeeld in de volgende administratieve delen: Close, Crowangle, Gorraha, Kilmore, Reenaknock, Reenavanny en Tranaha. Deze soort onderverdeling wordt in Ierland aangeduid met townland of bally.

## Historische afbeeldingen
- Flickr - Oregon State University Special Collections & Archives - Foto´s van Naval Air Station Whiddy Island